# Cantó d'Ais de Provença Nord-Est
El cantó d'Ais de Provença Nord-Est és un cantó francès del departament de les Boques del Roine, situat al districte d'Ais de Provença. Compta amb quatre municipis i part del d'Ais de Provença.

## Municipis
- Ais de Provença
- Sant Marc de Jaumegarda
- Lo Tolonet
- Vauvenarga
- Venèla

## Barris d'Ais de Provença que comprèn el cantó
- Les Lauves
- Pont de Béraud
- Puyricard
- Val-Saint-André
- Célony
- Les Platanes
- Les Pinchinats
- Couteron
- Pontès

| Data d'elecció                           | Identitat                          | Partit                     | Qualitat |
| ---------------------------------------- | ---------------------------------- | -------------------------- | -------- |
| 1964-1982                                | Félix Ciccolini                    | PS                         |          |
| 1982-1988                                | Jean-Pierre de Peretti della Rocca | UDF                        |          |
| 1988-                                    | Jean-Pierre Bouvet                 | RPR, després Divers droite |          |
| les dades anteriors no són pas conegudes |                                    |                            |          |